# Artur Paczyński
Artur Paczyński (ur. 16 maja 1974 w Olecku) – polski pływak specjalizujący się w stylu klasycznym, rekordzista Polski. Wicemistrz Europy 1996 z Rostocku na dystansie 200 m stylem klasycznym. Aktualnie jest trenerem pływania w klubie UKS Pływacy Augustów.

## Sukcesy

### Basen 25 m
Mistrzostwa Europy:
- 1996 200 m st. klasycznym